# Claude Salleron
Ne doit pas être confondu avec Claude Augustin Salleron.
Claude Salleron est un homme politique français né le 25 janvier 1751 à Drouilly (Marne) et décédé le 5 février 1833 à Paris.

## Biographie
Descendant d’une famille ayant occupé dès le XVIIe siècle des charges judiciaires à Drouilly en Champagne, il est marchand tanneur au faubourg Saint-Marceau à Paris  au moment de la Révolution, bénéficiant d’une importante fortune. 
En 1794, il est accusé d'accaparement, mais est acquitté par le tribunal révolutionnaire. 
Membre du conseil des Arts et manufactures sous l'Empire, il devient conseiller général de la Seine, en avril 1815. Il est député de la Seine de 1822 à 1824, siégeant dans l'opposition constitutionnelle.

## Sources
- « Claude Salleron », dans Adolphe Robert et Gaston Cougny, Dictionnaire des parlementaires français, Edgar Bourloton, 1889-1891 [détail de l’édition]